# (1598) Paloque
(1598) Paloque – planetoida z pasa głównego asteroid okrążająca Słońce w ciągu 3 lat i 206 dni w średniej odległości 2,33 au. Została odkryta 11 lutego 1950 roku w Algiers Observatory w Algierze przez Louisa Boyera. Nazwa planetoidy pochodzi od Émile’a Paloque’a, francuskiego astronoma, dyrektora obserwatorium w Tuluzie. Została zaproponowana przez P. Prêtre, który obliczył jej orbitę. Przed nadaniem nazwy planetoida nosiła oznaczenie tymczasowe (1598) 1950 CA.